# رئوس مطالب لیبرترینیسم
آنچه در پی می‌آید مروری بر لیبرترینیسم و راهنمایی برای موضوعات آن است.
لیبرترینیسم  عموماً اندیشه‌ای سیاسی یا گروهی از فلسفه‌ها پنداشته می‌شود که بر آزادی، آزادی شخصی، و انجمن داوطلبانه تأکید می‌کند. این اندیشه اغلب در کنار خطوطی قرار داده می‌شود که معتقدند مردم تا زمانی که علیه دیگران زور نگویند یا تقلب نکنند، حق دارند چنان‌که انتخاب می‌کنند زندگی کنند، ایده‌ای که به نام اصل عدم تجاوز شناخته می‌شود. به هر حال اجماع عمومی در بین دانشوران در خصوص تعریف دقیق لیبرترینیسم یا این که چگونه باید از آن در خصوص یک رده تاریخی استفاده کرد وجود ندارد زیرا برداشت و استفاده در گذر زمان تحول پیدا کرده‌است. لیبرترینیسم که زمانی فلسفه‌ای چپ دیده می‌شد امروزه دیگر به طور گسترده فلسفه‌ای مستقل که نه جپ است نه راست دیده می‌شود. لیبرترینها عموماً از جامعه‌ای با دولتی کوچک یا بدون آن دفاع می‌کنند.

## طبیعت لیبرترینیسم

### حمایت می‌کند از
- مشروطیت
- آزادی اقتصادی –
- مسئولیت فردی –
- مدیریت شخصی –
- مالکیت شخصی –
- خودکفایی –
- انجمن داوطلبانه –

### رد می‌کند
- اقتدارگرایی –
- اجبار –
- امپریالیسم –
- نژادگرایی -

### بحث می‌کند
- سقط جنین
- آنارشیسم در برابر مینارشیسم/مونیسیپالیسم لیبرترین
- بازار آزاد / لسه فر در برابر سوسیالیسم/کمونیسم

## شاخه‌های لیبرترینیسم

### مکاتب اندیشه لیبرترین
لیبرترینیسم مکاتب فکری بسیاری دارد که با هم همپوشانی دارند، همه آنها بر دولت کوچکتر و مسئولیت بیشتر فردی متمرکزند. از آنجا که تفاسیر از اصل راهنمای عدم تجاوز فرق دارد، برخی مکاتب فکری لیبرترین حامی حذف کلی دولتند گرچه برخی دیگر حامی دولتی کوچکترند که زور به کار نبرد. برخی خواهان مالکیت خصوصی همه اموال و منابع طبیعی اند و برخی دیگر حامی مالکیت مشترک همه منابع طبیعی و درجات متغیری از مالکیت خصوصیند.
- آگوریسم –
- آنارکو-کاپیتالیسم –
- مکتب اتریش –
- آنارشیسم –
- لیبرترینیسم مسیحی –
- Civil societarianism –
- لیبرالیسم کلاسیک –
- Consequentialist libertarianism –
- کریپتو-آنارشیسم –
- Deontological libertarianism –
- آنارشیسم بازار آزاد –
- ژئولیبرترینیسم –
- لیبرترینیسم سبز –
- آنارشیسم فردگرا –
- فمینیسم فردگرا –
- لیبرترینیسم چپ –
- لیبرالیسم –
- مسیحیت لیبرترین –
- Libertarian conservatism –
- Libertarian socialism –
- لیبرالیسم کلاسیک –
- Libertarian municipalism –
- سوسیالیسم بازار –
- مینارشیسم –
- Mutualism –
- لیبرالیسم رفتاری –
- پالولیبرترینیسم –
- پانارشیسم –
- آنارشیسم فلسفی –
- Propertarianism –
- آنارشیسم راست –
- Right-libertarianism –
- لیبرترینیسم –
- اراده‌گرایی –

## منشاهای لیبرترینیسم
- عصر روشنگری –
- آنارشیسم –
- لیبرالیسم کلاسیک –

## تئوری و سیاست لیبرترین
- Anarcho-capitalism and minarchism
- جنجال‌های درون لیبرترینیسم
- نقد لیبرترینیسم
- Libertarian perspectives on intellectual property
- جنبش لیبرترین
- Libertarian perspectives on LGBT rights
- فهرست احزاب سیاسی لیبرترین
- نظریه‌های لیبرترین حقوق
- Libertarianism and Objectivism

### ایده‌آلهای لیبرترین
اینها مفاهیمیند که گرچه منحصر به لیبرترینسم نیستند ولی در حلقه‌های تاریخی و مدرن لیبرترین مهمند:
- آزادی‌های مدنی –
- مشروطیت –
- ضد اقتصاد –
- سازمان حل اختلاف –
- آزادی اقتصاد –
- مساوات‌خواهی –
- بازار آزاد –
- جامعه آزاد –
- تجارت آزاد –
- اختیار –
- آزادی اجتماعات –
- آزادی قرارداد –
- Homestead principle –
- فردگرایی –
- لسه فر –
- آزادی شخصی –
- دولت محدود شده –
- فردگرایی روش شناختی –
- حقوق طبیعی –
- دولت نگهبان شب –
- عدم تجاوز –
- عدم دخالت –
- Non-politics –
- رأی ندادن –
- Participatory economics –
- Polycentric law –
- مالکیت –
- Private defense agency –
- Self-governance –
- Self-management –
- خویش فرمانی –
- نظم خودجوش –
- جامعه بی‌حکومت –
- نظریه ذهنی ارزش –
- مقاومت در برابر مالیات –
- Title-transfer theory of contract –
- Worker's self management –
- انجمن –
- جامعه داوطلبانه –

## فلاسفه تأثیرگذار لیبرترین
- امیل آرمان –
- میخائیل باکونین –
- فردریک باستیا –
- موری بوکچین –
- میلتون فریدمن –
- ویلیام گادوین –
- فریدریش آوگوست فون هایک –
- هانس هرمان هپه –
- رابرت نازیک –
- پیر ژوزف پرودون –
- این رند –
- موری راتبارد –
- مکس استرنر –
- هنری دیوید تورو –
- بنجامین تاکر –
- جوسیا وارن –